# William Pengelly
Pour les articles homonymes, voir Pengelly.
William Pengelly, né le 12 janvier 1812 et mort le 16 mars 1894, était un géologue et l'un des premiers archéologues britannique.
Son nom est associé à la démonstration que la chronologie biblique de l'âge de la Terre calculé par l'évêque James Ussher (1581-1656) était fausse. Il reçoit la médaille Lyell en 1886.